# Zurück nach Dalarna!
Zurück nach Dalarna! (Originaltitel: Masjävlar) ist ein schwedischer Film aus dem Jahr 2004 und das Debüt der Regisseurin Maria Blom. Die Außenaufnahmen wurden im Frühjahr 2004 in der Nähe von Rättvik in Dalarna gedreht, während die Innenaufnahmen im Studio von Film i väst in Trollhättan eingespielt wurden. Der Film basiert auf einem Theaterstück, das schon vor der Entstehung des Films aufgeführt wurde.
Der schwedische Titel ist aus den Teilen Mas, eine umgangssprachliche Bezeichnung für einen Mann aus Dalarna, und Jävlar ‚Teufel‘, eine abwertende Bezeichnung für rohe Personen, zusammengesetzt. Man könnte ihn also frei mit „verdammte Kerle aus Dalarna“ übersetzen.

## Handlung
Mia ist 30 Jahre alt und Single. Sie wohnt und arbeitet in Stockholm und reist nach Dalarna zu ihren Eltern, da ihr Vater seinen 70. Geburtstag feiert. Dort erwartet sie eine Überraschung. Ihre Eltern möchten Mia ein Stück Land am See schenken, damit sie dort ein Haus bauen und wieder „nach Hause“ zu ihrer Familie und der Verwandtschaft ziehen kann. Daraufhin kommt es zu Diskussionen zwischen Mia und ihren beiden großen Schwestern Eivor und Gunilla, die sich benachteiligt fühlen. Beide sind in Dalarna geblieben und haben für die Eltern gesorgt, während Mia in Stockholm am Großstadtleben teilhaben kann. Mia sei einfach davon gegangen und die Schwestern müssten sich aufopfern.

## Kritik
„Facettenreiche Tragikomödie mit typisierten Figuren, die genügend Spielraum zur Ausformung als individuelle Persönlichkeiten haben. Die visuell wie inszenatorisch abwechslungsreiche und kunstvolle Aufbereitung des Lebens mutet mitunter freilich etwas wie ein Szenario unter Laborbedingungen an.“

„Ein Tragikomödie wie aus dem Leben gegriffen: Mit Witz und Feingespür für die Charaktere entwickelte Theaterregisseurin Maria Blom mit ihrem Filmdebüt eine packende Familiengeschichte mit interessanten Randfiguren, zeichnet die Gegensätze von provinziellem und urbanem Denken und schildert facettenreich ganz alltägliche Familienkonflikte.“

## Auszeichnungen
Der Film gilt als der erfolgreichste schwedische Film des Jahres 2004 und wurde mit dem Schwedischen Filmpreis 2004, dem Guldbagge, in den Kategorien Bester Film und Bestes Drehbuch für Maria Blom ausgezeichnet. Ebenfalls einen Guldbagge erhielt Kajsa Ernst in der Kategorie Beste weibliche Nebenrolle.